# مؤید الحداد
موید الحداد (انگلیسی: Muayad Al-Haddad؛ زادهٔ ۱ ژانویهٔ ۱۹۶۰) بازیکن سابق فوتبال اهل کویت است.

## تیم ملی
وی عضو تیم ملی فوتبال کویت در جام جهانی فوتبال ۱۹۸۲ بوده است.